# Манфред Бінц
Манфред Бінц (нім. Manfred Binz; 22 вересня 1965, Франкфурт-на-Майні, Гессен) — німецький футболіст і футбольний тренер, грав на позиції захисника.

## Клубна кар'єра
Молодіжну кар'єру грав за «Бокенхайм» та «Айнтрахт». За останній дебютував у Бундеслізі, в гостьовому матчі 2 березня 1985 проти «Кайзерслаутерн». З сезону 1986/87 був безперечним гравцем оборони, з'явившись у 246 матчах Бундесліги поспіль. Попри те, що «Айнтрахт» був сильною командою у чемпіонаті, Манфреду не вдалося з «орлами» виграти національний трофей. Єдиним трофеєм став завойований Кубок ФРН у сезоні 1987/88.
У 1996 році перейшов до італійського клубу «Брешіа», якому допоміг із Серії B вийти до Серії A. У січні 1998 року повернувся до Німеччини та підписав контракт із дортмундською «Боруссією». У 2003 році завершив кар'єру футболіста, виступаючи за «Кляйн-Карбен».

## Виступи за збірні
Дебют за національну збірну Німеччини відбувся 29 серпня 1990 року в товариському матчі проти збірної Португалії (1:1). Був включений до складу Чемпіонату Європи 1992 у Швеції, на якому німці стали срібними призерами. Останній матч у груповій стадії турніру проти збірної Нідерландів став останнім для Бінца за збірну. Усього він зіграв 14 матчів та забив 1 гол.

### Гол за збірну
| №  | Дата          | Місце                           | Суперник          | Рахунок | Результат | Змагання         |
| -- | ------------- | ------------------------------- | ----------------- | ------- | --------- | ---------------- |
| 1. | 2 червня 1992 | Везерштадіон, Бремен, Німеччина | Північна Ірландія | 1 -1    | 1:1       | Товариський матч |

## Тренерська кар'єра
Працював помічником тренера, головним тренером у регіональних командах Німеччини «Кікерс», «Франкфурт», ФК Германия 1911 Энкхайм.

## Титули і досягнення
- Володар Кубка Німеччини: 1987/88
- Фіналіст Чемпіонату Європи: 1992